# Liste der Einträge im National Register of Historic Places im Koochiching County

Lage des Koochiching County in Minnesota

Die Liste der Einträge im National Register of Historic Places im Koochiching County in Minnesota führt alle Bauwerke und historischen Stätten im Koochiching County auf, die in das National Register of Historic Places aufgenommen wurden.

## Legende
| NRHP | Historic Place             |
| HD   | Historic District          |
| NHL  | National Historic Landmark |

## Aktuelle Einträge
| [ 2 ] | Name                                                       | Bild                                                       | Eintragsdatum        | Lage                                                                                    | Ort                     | Beschreibung |
| ----- | ---------------------------------------------------------- | ---------------------------------------------------------- | -------------------- | --------------------------------------------------------------------------------------- | ----------------------- | --- |
| 1     | Alexander Baker School and E.W. Backus Junior High School  | Alexander Baker School and E.W. Backus Junior High School  | 2004 ID-Nr. 04000538 | 900 5th Street 48° 36′ 4,1″ N, 93° 24′ 49″ W                                            | International Falls     | 1914 und 1937 errichtete Schulgebäude, die miteinander verbunden wurden                                                                           |
| 2     | Finsted's Auto Marine Shop                                 | Finsted's Auto Marine Shop                                 | 1983 ID-Nr. 83000906 | Sand Bay zwischen Oak Avenue und Spruce Street 48° 36′ 56,6″ N, 93° 20′ 51,1″ W         | Ranier                  | 1911 errichtete Bootsreparaturwerft |
| 3     | Gold Mine Sites                                            | Gold Mine Sites                                            | 1977 ID-Nr. 77000155 | Am Ufer des Rainy Lake im Voyageurs National Park 48° 36′ 9″ N, 93° 10′ 5″ W            | Island View             | Areal von verstreut Schächten von Goldminen, die 1894 im Zuge eines Goldrauschs angelegt wurden                                                   |
| 4     | Grand Mound                                                | Grand Mound                                                | 2011 ID-Nr. 11000565 | Adresse nicht veröffentlicht                                                            | International Falls     | Großer Grabhügel, der um das Jahr 200 v. Chr. angelegt wurde; im Jahr 2007 wurde das bis dahin existierende Besucherzentrum geschlossen           |
| 5     | Koochiching County Courthouse                              | Koochiching County Courthouse                              | 1977 ID-Nr. 77000749 | 4th Street Ecke 7th Avenue 48° 36′ 4,1″ N, 93° 24′ 37,6″ W                              | International Falls     | 1909 im Stil der Neorenaissance errichtetes Justiz- und Verwaltungsgebäude                                                                        |
| 6     | Laurel Mounds                                              | Laurel Mounds                                              | 1972 ID-Nr. 72000678 | Adresse nicht veröffentlicht                                                            | International Falls     | Stelle, an der ein Dorf mit einigen kleineren Begräbnisplätzen unweit des Grand Mound lag                                                         |
| 7     | Little American Mine                                       | Little American Mine                                       | 1975 ID-Nr. 75000226 | Little American Island in Voyageurs National Park 48° 36′ 9″ N, 93° 10′ 5″ W            | Island View             | Reste von Minnesotas profitabelster Goldmine, die von 1893 bis 1898 in Betrieb war                                                                |
| 8     | McKinstry Mounds and Village Site                          |                                                            | 1978 ID-Nr. 78001550 | Adresse nicht veröffentlicht                                                            | International Falls     | Dorf aus der Zeit der Woodland-Periode mit zwei Grabhügeln                                                                                        |
| 9     | Nett Lake Petroglyphs Site                                 |                                                            | 1974 ID-Nr. 74001029 | Adresse nicht veröffentlicht                                                            | westlich von Orr        | Indianische Felszeichnungen auf der Insel Spirit Island im Nett Lake                                                                              |
| 10    | Ernest C. Oberholtzer Rainy Lake Islands Historic District | Ernest C. Oberholtzer Rainy Lake Islands Historic District | 2000 ID-Nr. 00000570 | Mallard Island, Hawk Island und Crow Island im Rainy Lake 48° 37′ 8″ N, 93° 12′ 11,7″ W | Ranier                  | Über mehrere Inseln verteilter Wohnkomplex von Ernest Oberholtzner, der das Gebiet der Boundary Waters vor der Industrialisierung bewahren wollte |
| 11    | Sts. Peter and Paul Russian Orthodox Church                | Sts. Peter and Paul Russian Orthodox Church                | 1983 ID-Nr. 83000908 | MN 65 47° 54′ 23,1″ N, 93° 10′ 0,3″ W                                                   | Bramble                 | 1915 errichtete Kirche russischer Einwohner |
| 12    | Francis White Homestead                                    |                                                            | 1983 ID-Nr. 83000909 | US 71 48° 25′ 35,4″ N, 93° 34′ 5,6″ W                                                   | nördlich von Littlefork | 1901 errichtete Blockhütte |

## Frühere Einträge
| [ 2 ] | Name         | Bild | Eintragsdatum        | Lage                                                         | Ort      | Beschreibung                                                                                                 |
| ----- | ------------ | ---- | -------------------- | ------------------------------------------------------------ | -------- | --- |
| 1     | Scenic Hotel |      | 1983 ID-Nr. 83000907 | Main Street Ecke 3rd Street 47° 52′ 21,8″ N, 94° 16′ 46,2″ W | Northome | 1921 im Italianate-Stil errichtetes Hotel; 1996 abgerissen und zwei Jahre später aus dem Register gestrichen |